# Уете
Уете (на английски: Wete) е вторият по големина и важност административен център на остров Пемба, Танзания. Намира се на около 30 километра северно от Чаке Чаке, неофициалната столица на острова. Седалище е на някои правителствени служби и административен център на регион Пебма-север.

## Население
Уете е най-гъсто населеният и вторият по големина град на острова, обитаван от 29 606 души. Населението му расте бързо – от 19 196 през 1988, 24 983 през 2013 достига до 29 606 души през 2013 година.

## Градска среда
Уете е най-красивият от трите главни селища на острова. Разположен е в северната му част, на хълм край брега. В близост до него се намират най-добрите плажове на Пемба и горският резерват Нгезе. Надморската височина в центъра му е 53 m.
Малки еднофамилни къщи и магазини са подредени от двете страни на главния път, водещ надолу към пристанището за лодките доу. Градът разполага с болница, банка, поща, полицейски участък, туристически агенции и кино. Централната зона е атрактивна, има малък приятен пазар и станция за специален тип автобуси дала-дала, характерни за острова. Консумацията на алкохол в града е забранена и не се сервира в заведенията за обществено хранене, но има няколко приятни кафенета. В близост до зоната на пристанището е разположена група от приятни колониални къщи. На северната страна на пазара има интересна занаятчийска работилница, където се изработват много финорезбовани врати.
В града има няколко хотела и къщи за гости като хотелите Pemba Crown, Hill View и Sharook Guest House. Хотел Pemba Crown, с 15 самостоятелни стаи, се намира в центъра на града до централния пазар и на близко разстояние от пристанището. В града има интернет кафене и джамия в неговия център.
Горите в непосредствена близост до града са обитавани от голяма колония от едрите прилепи от вида пембанска летяща лисица (на латински: Pteropus voeltzkowi), характерни с червеникаво-кафявия си цвят в областта на гърдите. Вечер стотици от тях се реят в небето над Уете в търсене на храна.
Подобно на Мкоани пристанището се намира в подножието на стръмен хълм. Рибарските лодки акостират на кея, рибата се разтоварва, плете се на плитки, които се връзват една за друга и така се извозва до пазара с волски каруци. Качеството на уловената риба тук е значително по-високо от улова край остров Занзибар.
На острова има изградени два електропровода, но снабдяването с електричество не е достатъчно. Спирането на тока в града може да става често, обикновено всеки месец или най-много на два месеца, и трае няколко дни. Лесно достъпно е обаче отоплението с печки, работещи с дървени въглища.

## Транспорт
Уете има пътна връзка с всички по-големи населени места на острова. Съществува организиран автобусен транспорт, който свързва трите главни града. Пътищата между тях са павирани, а всички останали на острова са без настилка. Таксита няма в нито един от градовете на Пемба.
В миналото пристанището е било важен пункт за търговия и вход към остров Пемба. Лошото поддържане на вълнолома и модернизирането на кея в Мкоани води до спад в неговото използване. Оттук се изнася основното количество от произведения на острова карамфил.
Уете е главното пристанище за плоскодънните лодки доу, едни от най-старите плавателни средства на острова. Това са товарни ветроходни лодки с една или повече мачти и триъгълно платно. При благоприятни ветрове жителите на Уете достигат с тях чак до град Шимони в Източна Кения и до Северен Мозамбик. Те осигуряват транспорт на стоки до град Танга, до който се достига за 4 – 5 часа и до Момбаса – за минимум 5 – 6 часа плаване. Предлагат и достъп по вода до близките острови Увиндже, Фундо и Мисали.

## Забележителности
Уете предоставя добра база за изследване на близкия горски резерват Нгезе, великолепните плажове и руините. На 1 km югозападно от пристанището на града се намира малкият полуостров Матамбуе Мку (Matambwe Mkuu), обрасъл с мангрови дървета, който при прилив се откъсва от Пемба и се превръща в самостоятелен остров. Погледът към Уете е много красив, а до него може да се стигне за кратко време с лодка.
В наши дни на Матамбуе Мку има само малко рибарско селце, но през 13 век тук е съществувало селище, отбелязано от арабски географи като втория по големина град на остров Пемба. При разкопки на неговите руини са открити златни монети от 9 век, вероятно сечени в Кайро, както и 2 500 сребърни монети от 10 и 11 век.